# 接線員 (電影)
《接線員》（英語：The Receptionist）是一部於2017年上映的電影，由紀培慧、陳湘琪、范時軒 、Joshua Whitehouse、卓見 、滕爽 領銜主演，台灣於2017年6月23日上映。

## 劇情簡介
該片劇情描述2008年金融海嘯席捲全球，剛畢業的台灣留學生小袁因為男友而決定繼續留在英國，但求職卻四處碰壁。在經濟壓力走投無路之下，無意間發現了一個賺外快的好機會：在一家非法的色情按摩院當接線員，幫忙打點尋歡客的各種需求。色情按摩院裡情慾恣意流動，在複雜的大染缸下、裡頭小姐們心結錯綜複雜，加上異鄉人的辛酸痛楚，不斷讓她質問自己的價值觀與道德底線。但為了生計面對這複雜世界，是被吞噬或是勇敢走下去，而這場人生成長課題，使得提前被迫一夜長大。

## 演員陣容

### 主要演員
| 演員姓名      | 角色名稱      | 介紹 |
| 紀培慧        | 緹娜(Tina)    |      |
| 陳湘琪        | 莎莎(Sasa)    |      |
| 范時軒        | 妹(Mei)       |      |
| 喬許·懷特豪斯 | 法蘭克(Frank) |      |
| 卓見          | 莉莉(Lily)    |      |
| 滕爽          | 安娜(Anna)    |      |

## 工作人員
- 出品人：British Film Company 、高雄人 、Uncanny Films Ltd 、黑馬映像
- 監製 : Damian Jones 、黃志明
- 聯合監製: 李亞梅
- 製片：Peter J Kirby 、張晉 、邱子寧 、滕爽
- 導演：盧謹明
- 編劇：盧謹明、葉宜文
- 配樂：盧律銘
- 製作公司：Uncanny Films Ltd. 黑馬映像
- 發行公司：鏡象電影

## 外部連結
- 接線員的Facebook專頁
- YouTube上的【接線員】中文預告。
- 互联网电影数据库（IMDb）上《接線員》的资料（英文）